# Flygspaning

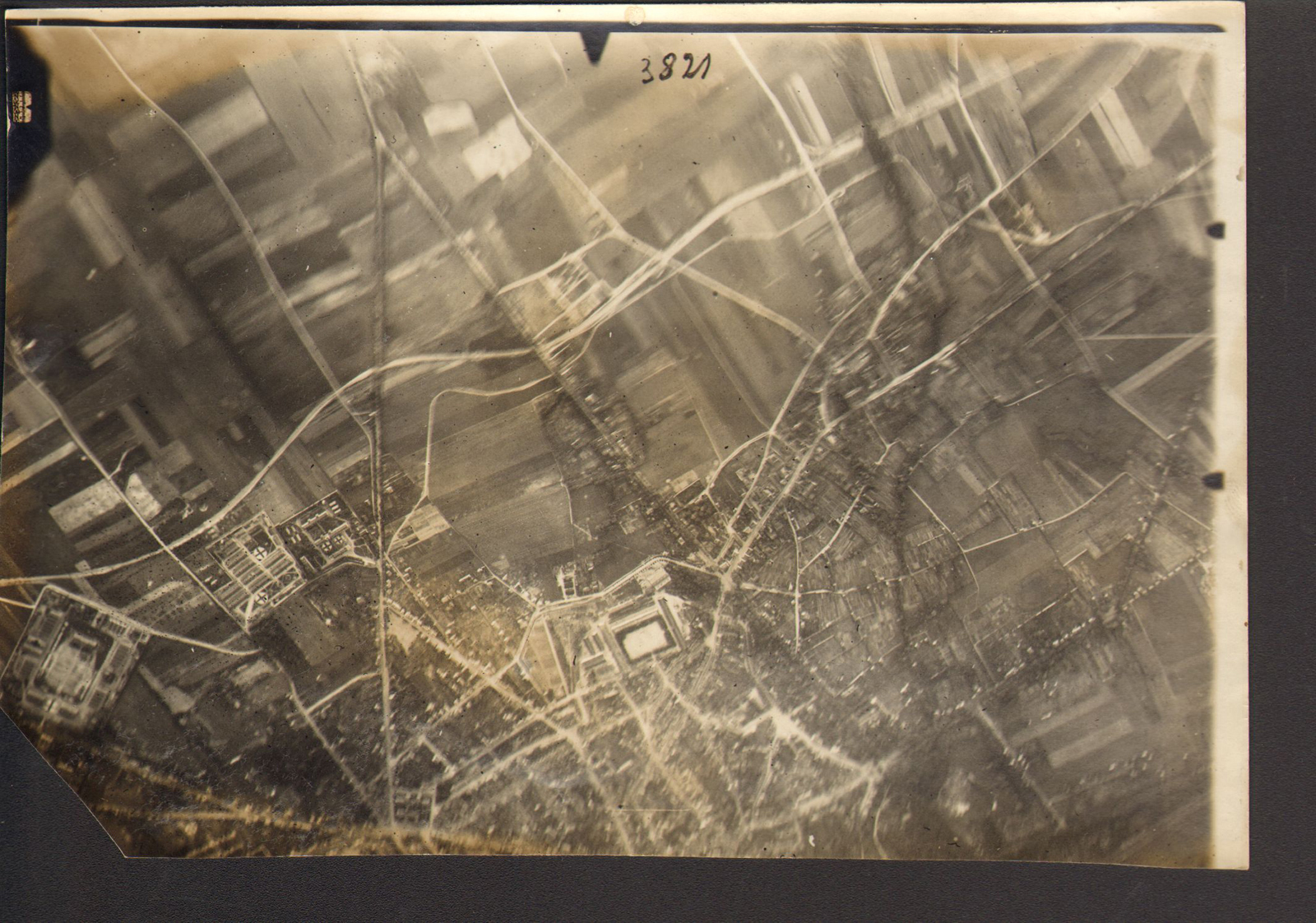
Bild på norra Frankrike, gjord under rekognoseringsflygningar maj till augusti 1918 (under första världskriget).

Flygspaning är beteckningen på verksamhet där man från flygplan eller andra flygande farkoster spanar efter föremål på marken eller havsytan. Begreppet används i huvudsak militärt, men kan även förekomma i exempelvis polisiära sammanhang. Det förekommer att stridsflygplan utformas särskilt som spaningsflygplan, men i ökade utsträckning utnyttjas Obemannad luftfarkoster, så kallade UAV:er, för ändamålet.
- Wikimedia Commons har media som rör Flygspaning.